# William Sims Bainbridge
Pour les articles homonymes, voir Bainbridge.
William Sims Bainbridge, né le 12 octobre 1940, est un sociologue américain. Il est codirecteur d'anthropologie numérique à la National Science Foundation et enseigne la sociologie à l'université George Mason. Il est le premier directeur de recherche de l'Institute for Ethics and Emerging Technologies créé en 2004. Bainbridge est principalement connu pour ses travaux de sociologie des religions ; il a récemment publié une étude sociologique sur les jeux vidéo. Il se définit comme transhumaniste.

## Biographie
Au cours des années 70 et 80, Bainbridge travaille avec le sociologue Rodney Stark sur une théorie des religions qui porte leur nom et coécrit avec Stark les ouvrages The future of Religion en 1985 et A Theory of Religion en 1987. Cette théorie, qui explique les religions en termes de récompenses et de compensations, préfigure les travaux de Laurence Iannaccone sur l'économie de la religion,.
En plus d'une dizaine de livres, Bainbridge a publié plus de 200 articles dans des publications diverses. Ses travaux récents portent sur la sociologie du jeu vidéo, qui ont commencé avec la publication d'un article écrit avec sa fille Wilma Alice Bainbridge sur les aspects sociologiques des glitches dans les jeux vidéo. Il s'est également intéressé aux systèmes qui permettent à un logiciel de déterminer le personnage d'un joueur en fonction de tests de personnalité.